# Ingolstadt
Ingolstadt (latinsky zmiňován jako Auripolis) je německé velkoměsto a městský okres. Je po Řezně druhým největším městem ležícím na Dunaji ve Svobodném státě Bavorsko. Žije zde přibližně 142 tisíc obyvatel.

## Obyvatelstvo
V aglomeraci žije téměř půl milionu lidí. Ingolstadt je po Mnichově druhým největším městem vládního obvodu Horní Bavorsko a po Mnichově, Norimberku, Augsburgu a Řeznu páté největší město Bavorska. Počet obyvatel překročil hranici 100 000 v roce 1989, město patří k nejrychleji se rozrůstajícím městům v Německu.[zdroj⁠?!]

## Historie

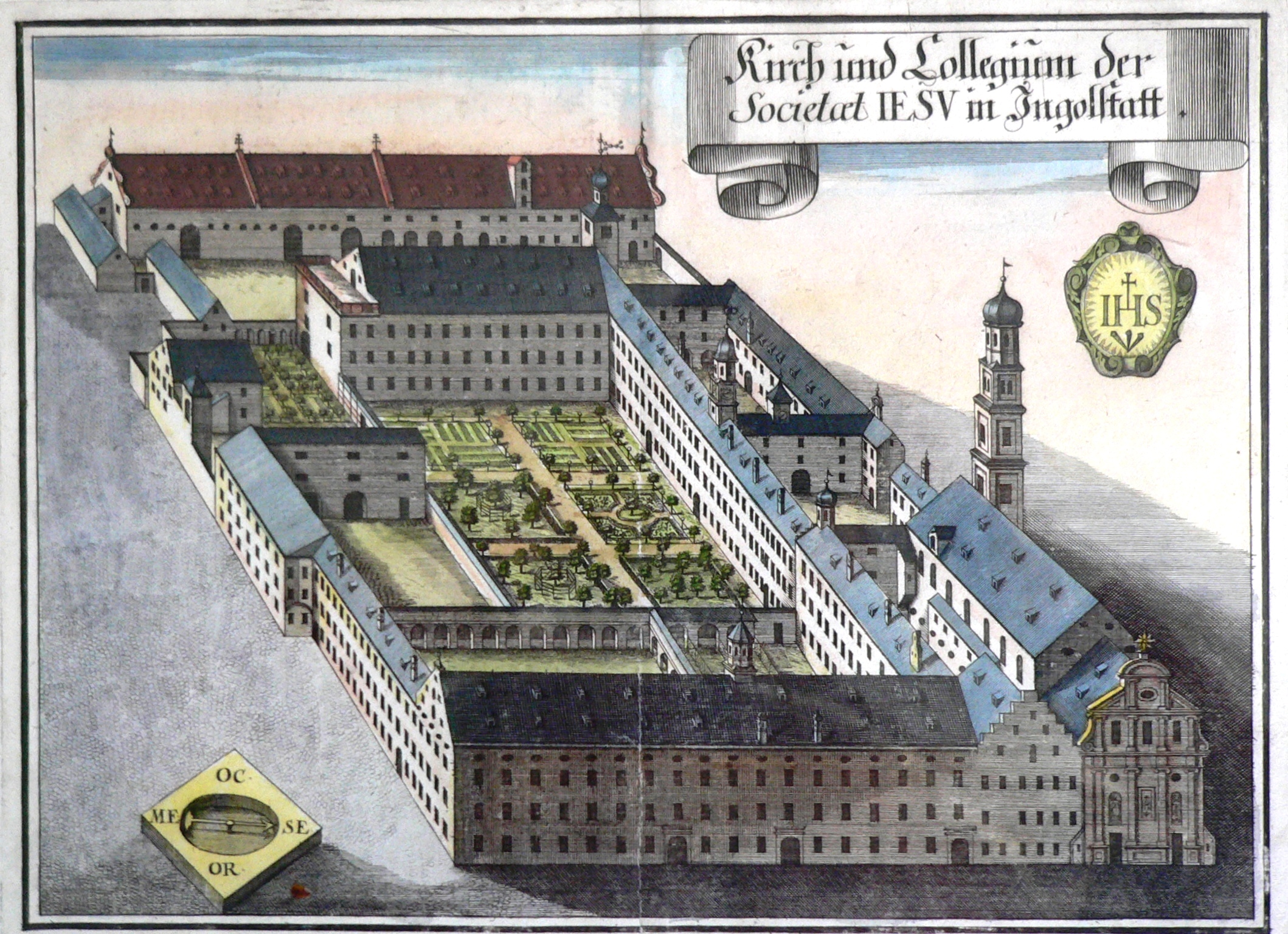
Jezuitská univerzitní kolej v 17. století

V okolí města bylo zmapováno několik archeologických lokalit z období pravěku. Středověké sídlo s titulem Ingoles stat se poprvé písemně zmiňuje roku 806 za vlády císaře Karla Velikého. Od 2. poloviny 14. století bylo sídlem bavorsko–ingolstadtských vévodů. S povolením vévody Ludvíka IX. Bohatého zde byla 13. března 1472 založena první bavorská univerzita, z níž se pod vedením jezuitů stalo jedno z nejvýznamnějších středoevropských center vzdělání období protireformace. 
Při obléhání města Švédy za třicetileté války zde 30. dubna 1632 zemřel německý polní maršál Jan Tserclaes Tilly. Vycpaný kůň švédského krále Gustava Adolfa je dosud vystaven v Městském muzeu. Po francouzské invazi v roce 1799 byla pevnost zbořena. V roce 1800 byla univerzita byla přemístěna do Landshutu. Město má dobře zachovalé historické jádro starého města Altstadt. V roce 1776 zdejší rodák Adam Weishaupt založil osvícenský řád Iluminátů. Více než 400 let (1537–1930) bylo město bavorskou zemskou pevností; za 1. světové války zde bylo v pevnosti IX. vězení pro zajatce, kteří se pokusili uprchnout zajetí (mezi těmito zajatci byli i Charles de Gaulle a Michail Tuchačevskij). 

## Současnost
V roce 2006 město oslavilo 1200 let od svého založení. 

## Hospodářství
Ve městě převažuje především zpracovatelský průmysl a výroba, zejména automobilů, sídlí zde mimo jiné i automobilka Audi, a strojírenství. Míra nezaměstnanosti byla v říjnu 2016 kolem 3,0 %. Je zde také významná křižovatka ropovodů (ropovod Ingolstadt).
Ingolstadt má dvě vysoké školy a je jedním z 23 bavorských „Obercenter“. 

## Muzea
- Bavorské armádní muzeum (Bayerische Armeemuseum)[7]
- Muzeum první světové války (Museum des Ersten Weltkriegs)[8]
- Bavorské policejní muzeum (Bayerisches Polizeimuseum)[9]
- Německé lékařské historické muzeum (Deutsches Medizinhistorisches Museum)[10]
- Museum Mobile Audi[11]

## Osobnosti
- Johann Eck (1486–1543), německý scholastický teolog, významný oponent Martina Luthera[12]

- Petr Apian (1495–1552), německý matematik, astronom a kartograf[13]

- Jan Tserclaes Tilly (1559–1632), vlámský generál a polní maršál[14]
- Maxmilián I. Bavorský (1573–1651), kurfiřt a vévoda bavorský[15]
- Adam Weishaupt (1748–1830), německý filozof, univerzitní profesor a zakladatel řádu iluminátů[16]
- Josef Arnold (1824–1887), německý stavitel a kameník[17]
- Helmuth Raithel (1907–1990), německý důstojník Reichswehru, Wehrmachtu a Waffen-SS s hodností SS-Standartenführer[18]
- Horst Seehofer (* 1949), německý politik, ministerský předseda Bavorska v letech 2008 až 2018, bývalý spolkový ministr vnitra, stavebnictví a domoviny[19]

## Partnerská města
Partnerská města:
- Carrara, Itálie (1962)
- Grasse, Francie (1963)
- Győr, Maďarsko (2008)
- Kirkcaldy, Spojené království (1962)
- Kragujevac, Srbsko (2003)
- Manisa, Turecko (1998)
- Moskva, Rusko (1995)
- Murska Sobota, Slovinsko (1979)
- Opolí, Polsko (2005)

## Městské části
| Jedenáct městských částí         |                                  |              |
| Okres                            | Počet obyvatel 31. prosince 2006 | Rozloha v ha |
| I Ingolstadt Mitte               | 12 928                           | 1142,4       |
| II Nordwest                      | 17 834                           | 469,9        |
| III Nordost                      | 18 972                           | 473,8        |
| IV Südost                        | 15 420                           | 1395,5       |
| V Ingolstadt Südwest             | 22 264                           | 1095,6       |
| VI Ingolstadt West\|West         | 6060                             | 3341,9       |
| VII Etting                       | 3852                             | 861,4        |
| VIII Oberhaunstadt               | 4682                             | 553,1        |
| IX Mailing                       | 4640                             | 812,7        |
| X Süd                            | 7852                             | 2700,1       |
| XI Friedrichshofen-Hollerstauden | 7918                             | 487,6        |